# Marele icosicosidodecaedru
În geometrie marele icosicosidodecaedru este un poliedru stelat uniform, cu indicele U48. Are 52 de fețe (20 de triunghiuri, 12 pentagoane și 20 de hexagoane), 120 de laturi și 60 de vârfuri. Un poliedru neconvex are fețe care se intersectează care nu reprezintă laturi sau fețe noi. Doar cele marcate cu sfere aurii sunt vârfuri, iar cele cu linii argintii sunt laturi. Având 52 de fețe este un pentacontadiedru.
Are simbolul Wythoff 3/2 5 | 3 sau 3 5/4 | 3 și diagrama Coxeter–Dynkin .
Figura vârfului este un antiparalelogram.

## Mărimi asociate

### Coordonate carteziene
Având în comun vârfurile cu dodecaedrul trunchiat, coordonatele carteziene ale vârfurilor unui dodecaedru trunchiat cu lungimea laturii 2φ − 2, centrat în origine, sunt toate permutările pare ale:
{\displaystyle \left(\,0,\,\pm (\varphi -1),\,\pm (\varphi +2)\,\right)}
{\displaystyle \left(\,\pm (\varphi -1),\,\pm \varphi ,\,\pm 2\varphi \,\right)}
{\displaystyle \left(\,\pm {\varphi },\,\pm 2,\,\pm (\varphi +1)\,\right)}
unde {\displaystyle \varphi ={\frac {1+{\sqrt {5}}}{2}}} este secțiunea de aur.

### Raza sferei circumscrise
Raza sferei circumscrise pentru lungimea laturii a este:
{\displaystyle R={\frac {1}{4}}{\sqrt {34-6{\sqrt {5}}}}\,a\approx 1,134229\,a.}

### Volum
Următoarea formulă pentru volum V este stabilită pentru lungimea laturilor tuturor poligoanelor (care sunt regulate) a:
{\displaystyle V=\left({\frac {29}{3}}{\sqrt {5}}-10\right)\,a^{3}\approx 11,615324~a^{3}.}

## Poliedre înrudite
Are în comun aranjamentul vârfurilor cu dodecaedrul trunchiat. În plus, are în comun aranjamentul laturilor cu marele dodecicosidodecaedru ditrigonal (având fețele triunghiulare și pentagonale în comun) și cu marele dodecicosaedru (având în comun fețele hexagonale).

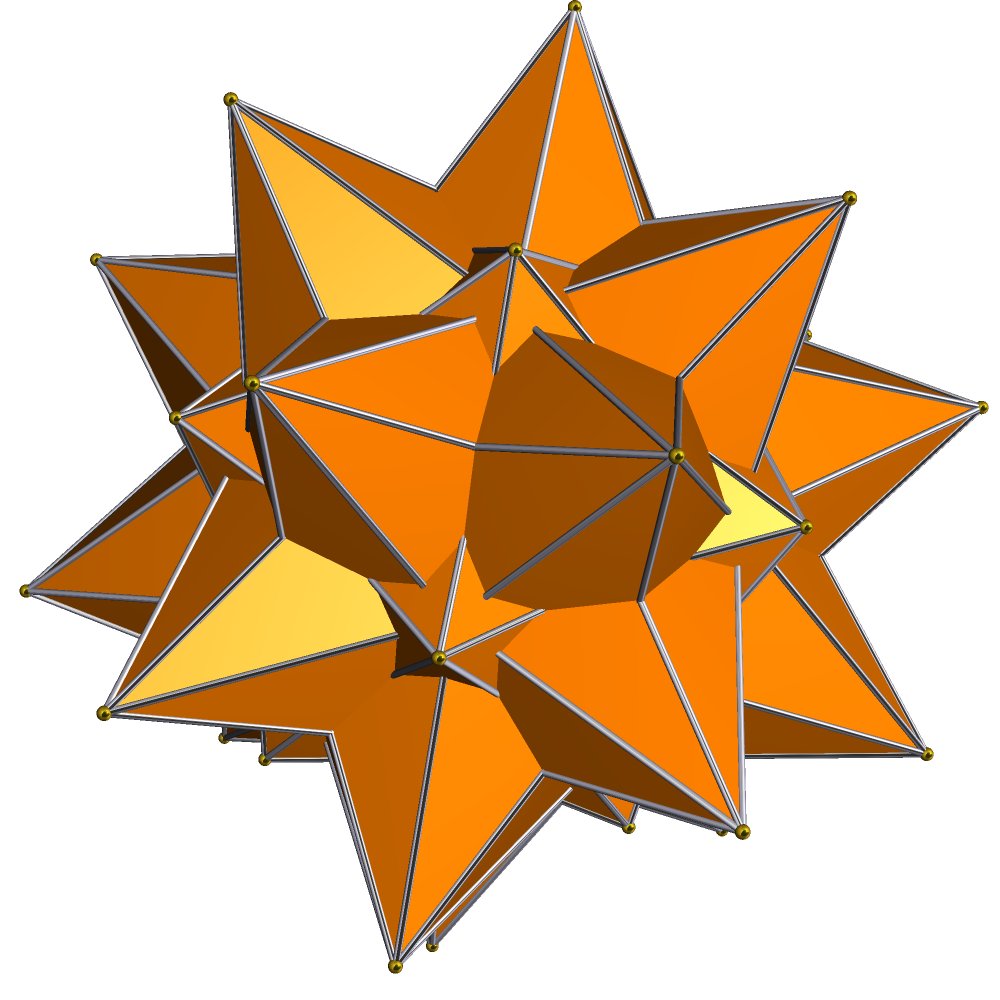
Dual: Marele hexacontaedru icosacronic

| Dodecaedru trunchiat | Marele icosicosidodecaedru | Marele dodecicosidodecaedru ditrigonal | Marele dodecicosaedru |

### Poliedru dual
Dualul său este marele hexacontaedru icosacronic.